# Dagvola
Dagvola är ett berg i Antarktis. Det ligger i Östantarktis. Norge gör anspråk på området. Toppen på Dagvola är 1 132 meter över havet.
Terrängen runt Dagvola är huvudsakligen kuperad, men åt sydväst är den platt. Dagvola är den högsta punkten i trakten. Trakten är obefolkad. Det finns inga samhällen i närheten. 